# Диксон-Энтранс
Проли́в Диксон-Энтранс (англ. Dixon Entrance) — пролив в северо-восточной части Тихого океана, по которому проходит часть границы между юго-восточной Аляской (США) и канадской провинцией Британская Колумбия.

## География

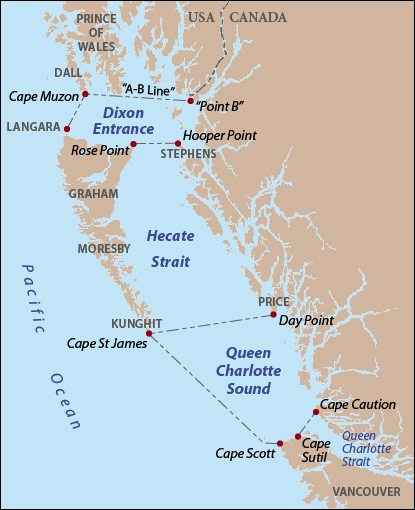
Проливы у берегов Британской Колумбии.

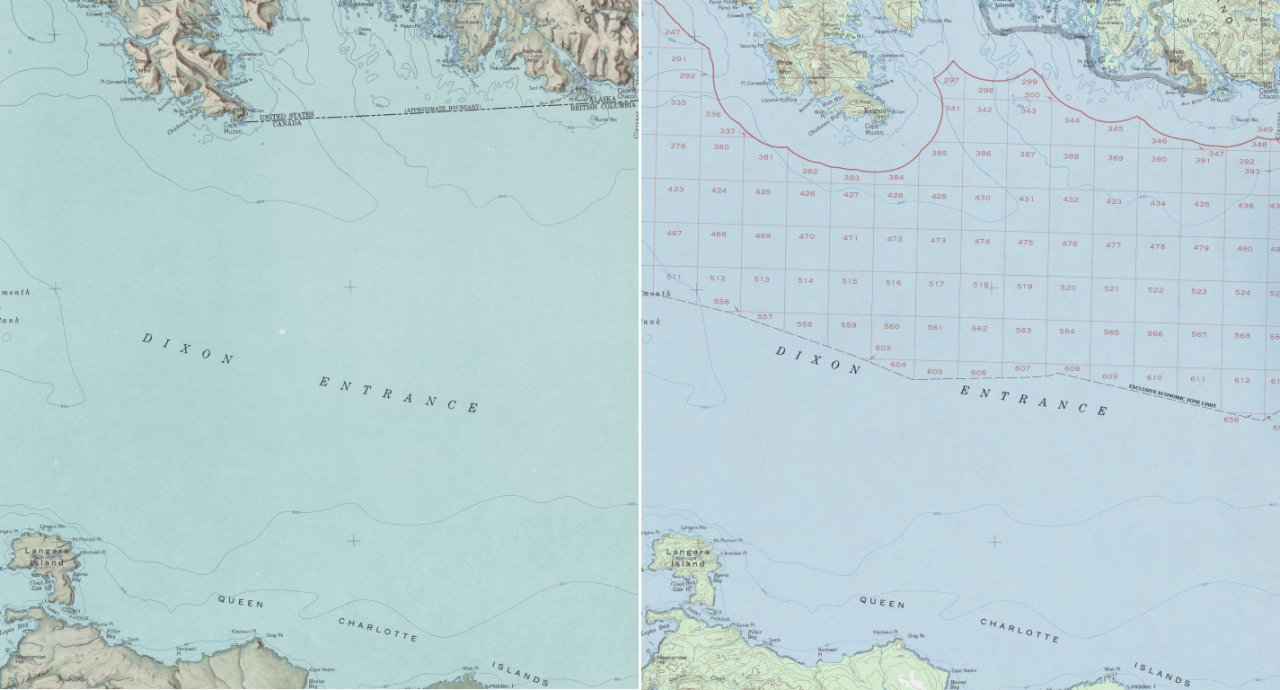
Граница согласно Аляскинского Договора 1903 года и согласно современным претензиям США на прибрежные территориальные воды и экономическую зону

Пролив отделяет острова Хайда-Гуай на юге от архипелага Александра на севере и соединяет расположенный южнее пролив Хекате с расположенным севернее проливом Кларенс, а также соединяет оба пролива с открытыми водами Тихого океана. Пролив Диксон-Энтранс является частью внутреннего судоходного пути от Аляски до штата Вашингтон. Длина и ширина пролива составляет 80 км. Пролив, сформированный в прошлом огромными континентальными ледниками, сейчас является главным подходом к порту Принс-Руперт.
Так называемая «Линия A-B» (приблизительно 54°40' северной широты), которая отмечает северную границу Диксон-Энтранс, была нанесена на карту согласно Аляскинского договора о границе 1903 года. «Линия A-B» остается предметом спора между Канадой и Соединенными Штатами. Канада утверждает, что эта линия — международная морская граница между США и Канадой, а Соединенные Штаты считают, что эта линия должна была только обозначить принадлежность островов к той или иной стране, и считают, что морская граница — равноудаленная линия между островами двух государств. Территориальные споры между странами по вопросам рыболовства остаются и сегодня, так как США не признают «Линия A-B» для целей раздела морских ресурсов или прав на рыболовство и никогда не показывают договорную границу на своих собственных официальных картах.
В 1788 году пролив был назван Джозефом Банксом в честь капитана Джорджа Диксона, офицера британского флота, мехоторговца и исследователя, который обследовал этот район в 1787 году. Народ хайда проживает по обе стороны пролива. На острове Принца Уэльского, который является наибольшим из островов Аляски и расположен на северной стороне пролива, проживают представители северной ветви народа хайда, известной как кайгани-хайда. Хайда могут свободно перемещаться через пролив, который они называют «Seegaay», что в переводе означает «океан».